# Лонгли, Виктория
Викто́рия Конста́нс Мэ́ри Ло́нгли (англ. Victoria Constance Mary Longley; 24 сентября 1962, Сидней, Новый Южный Уэльс, Австралия — 30 августа 2010, Сент-Леонардс, Новый Южный Уэльс, Австралия) — австралийская актриса. Лауреат премий AACTA (1989) в номинации «Лучшая актриса второго плана» за роль Элис Таннер из фильма «Селия» и «Sydney Theatre Awards» (2006) за роль в пьесе «Коза, или кто Сильвия?». 
Скончалась 30 августа 2010 года в Сент-Леонардс (Новый Южный Уэльс, Австралия) после продолжительной борьбы с раком молочной железы, меньше чем за месяц до своего 50-летнего юбилея.